# Окдейл
О́кдейл (англ. Oakdale) — місто на південному сході Уельсу, в області Карфіллі.
Засноване як шахтарське поселення.
Населення міста становить 13 012 осіб (2001).